# Brookesia bonsi
Brookesia bonsi Ramanantsoa, 1980 è un piccolo sauro della famiglia Chamaeleonidae, endemico del Madagascar.

## Distribuzione e habitat
L'areale di questa specie è ristretto alla regione degli Tsingy di Namoroka, nel Madagascar nord-occidentale. 
Il suo habitat è la foresta decidua secca, tra i 100 e i 200 m di altitudine.

## Conservazione
La IUCN Red List classifica B. bonsi come specie in pericolo critico di estinzione (Critically Endangered).
Il suo areale ricade all'interno della Riserva naturale integrale Tsingy di Namoroka.
La specie è inserita nella Appendice II della Convention on International Trade of Endangered Species (CITES).